# Lonchoptera tristis
Espèce
Lonchoptera tristis est une espèce de diptères.